# Шульженко Микола Семенович
Микола Семенович Шульженко (21 грудня 1913 — 17 квітня 1980) — радянський військовик, Герой Радянського Союзу (1945).

## Біографія
Народився 21 грудня 1913 року у місті Ічня на Чернігівщині у селянській родині. Українець. Закінчив учительський інститут в 1938 році. Працював директором школи в місті Сміла (Черкаська область).
У РСЧА проходив службу у 1932-34 роках, та пізніше знову призваний у 1938 році. Закінчив курси молодших лейтенантів в 1939 році та Вищу офіцерську артилерійську школу. Член ВКП(б) з 1939 року. Брав участь у Радянсько-фінській війні (1939—1940) років.
На фронтах німецько-радянської війни з 1941 року. Командир 504-го гарматного артилерійського полку (200-а окрема легка артилерійська бригада, 4-а танкова армія, 1-й Український фронт) підполковник Шульженко відзначився у боях при захоплені плацдарму за річкою Одер. 26 січня 1945 року полк першим із артилерійських частин форсував річку в районі міста Кебен (Хобеня, Польща), брав участь у відбитті кількох контатак противника.
В 1948 році закінчив Вищу офіцерську штабну школу, в 1959 році вищі академічні курси при військовій академії Генштабу, в 1965 році — Військову академію імені Фрунзе (заочно).
Служив помічником представника головкому об'єднаних Збройних Сил держав — учасників Варшавського договору.
З 1974 року генерал-майор артилерії М. С. Шульженко у відставці. Жив Одесі.

## Звання та нагороди
10 квітня 1945 року Миколі Семеновичу Шульженку присвоєно звання Герой Радянського Союзу.
Також нагороджений:
- орденом Леніна
- 4-ма орденами Червоного Прапора
- орденом Олександра Невського
- орденом Вітчизняної війни 1 ступеня
- орденом Червоної Зірки
- медалями